# Loveland (Colorado)
Loveland és una població dels Estats Units a l'estat de Colorado. Segons el cens del 2000 tenia 50.608 habitants.

## Demografia
Segons el cens del 2000, Loveland tenia 50.608 habitants, 19.741 habitatges, i 14.035 famílies. La densitat de població era de 795,3 habitants per km².
Dels 19.741 habitatges en un 35,3% hi vivien nens de menys de 18 anys, en un 57,5% hi vivien parelles casades, en un 9,8% dones solteres, i en un 28,9% no eren unitats familiars. En el 23,4% dels habitatges hi vivien persones soles el 8,8% de les quals corresponia a persones de 65 anys o més que vivien soles. El nombre mitjà de persones vivint en cada habitatge era de 2,55 i el nombre mitjà de persones que vivien en cada família era de 3,01.
Per edats la població es repartia de la següent manera: un 26,9% tenia menys de 18 anys, un 7,8% entre 18 i 24, un 30,6% entre 25 i 44, un 22,1% de 45 a 60 i un 12,5% 65 anys o més.
L'edat mediana era de 36 anys. Per cada 100 dones de 18 o més anys hi havia 92,4 homes.
La renda mediana per habitatge era de 47.119 $ i la renda mediana per família de 54.337 $. Els homes tenien una renda mediana de 38.971 $ mentre que les dones 26.714 $. La renda per capita de la població era de 21.889 $. Entorn del 4% de les famílies i el 5,7% de la població estaven per davall del llindar de pobresa.

## Poblacions més properes
El següent diagrama mostra les poblacions més properes.